# Пелемеш (притока Біми)
Пелеме́ш (Великий Пелемеш, рос. Пелемеш) — річка в Агризькому районі Татарстану, Росія, ліва притока Біми.
Річка утворюється злиттям лівої твірної Великий Пелемеш та правої — Малий Пелемеш. Великий Пелемеш починається на південний захід від села Нова Чекалда. Протікає на схід, впадає до Біми між селами Біма та Ісенбаєво. Верхня та середня течії місцями заліснені. Має декілька приток, на одній з них, найбільшій правій, знаходиться село Пелемеш.
В нижній течії збудовано автомобільний міст.